# Ханти-Мансийски автономен окръг – Югра
Ханти-Мансийският автономен окръг – Югра (на руски: Ханты-Мансийский Автономный Округ – Югра) е субект на Руската федерация, автономен окръг в състава на Тюменска област и Уралския федерален окръг. Площ 534 801 km2 (7-о място по големина в Руската федерация, 3,12% от нейната площ и 36,51% от територията на Тюменска област). Население на 1 януари 2018 г. 1 655 074 души (29-о място в Руската федерация, 1,13% от нейното население и 44,82% от населението на Тюменска област). Административен център град Ханти Мансийск. Разстояние от Тюмен до Ханти Мансийск 1076 km, а от Москва до Ханти Мансийск 2759 km

## Историческа справка, символи
Окръгът е създаден като административно-териториална единица на 10 декември 1930 г. под името Остяко-Вогулски национален окръг в състава на Уралска област, с административен център село Самарово. На 17 януари 1934 г. влиза в състава на Об-Иртишка област, а от 7 декември 1934 г. – в състава на Омска област. На 23 октомври 1940 Остяко-Вогулския национален окръг е преименуван на Ханти-Мансийски национален окръг и от 1944 г. влиза в състава на Тюменска област. През 1978 г. е преобразуван в Ханти-Мансийски автономен окръг, а през 2003 г. – в Ханти-Мансийски автономен окръг – Югра. Всичките градове в региона са признати за такива през втората половина на ХХ в., като най-стар от тях е град Ханти-Мансийск от 1950 г.
- Знаме. Знамето на Ханти-Мансийския автономен окръг представлява правоъгълник, разделен на две равни ивици – горната е светло синя на цвят, а долната е зелена. В горната лява част на знамето е разположен стилизиран елемент от герба.
- Герб. Гербът на Ханти-Мансийския автономен окръг представлява сребърна емблема, изобразяваща стилизирана двуглава птица. Тя е разположена в средата на фигурен, синьозелен щит, оконтурен със злато. Фигурният щит на свой ред е вписан в прав червен щит. Той е увенчан със стилизиран елемент с бял цвят, изпълнен в традициите на обските угри, и е обкръжен с венец от зелени кедрови клонки. На вплетена в клонките синя лента със сребърни букви е изписано историческото название „Югра“.

## Географска характеристика

### Географско положение, граници, големина
Ханти-Мансийският автономен окръг се намира в Азиатската част на Русия, в централната част на Западносибирската равнина. На север граничи с Ямало-Ненецкия автономен окръг на Тюменска област, на изток – с Красноярски край, на югоизток – с Томска област, на юг – със същинската част на Тюменска област, на югозапад – със Свердловска област и на северозапад – с Република Коми. В тези си граници заема площ от 534 801 km2 (7-о място по големина в Руската федерация, 3,12% от нейната площ и 36,51% от територията на Тюменска област).

### Релеф
Релефът на окръга представлява съчетание от низини (Среднообска, Кондинска и др.) и ниски възвишения – Сибирски Ували (285 m), Северососвинско (301 m), Белогорски Материк (231 m). В крайния запад на окръга се простират източните склонове на Северен и Приполярен Урал, като в последния, на границата с Република Коми се издига най-високата точка на окръга и цялата планина Урал връх Народная (1894 m).

### Природни ресурси
Ханти-Мансийският автономен окръг притежава големи залежи на нефт и газ. По-големи находища са: Самотлорско, Фьодоровско, Мамонтовско и Приобско находища. Добиват се още злато, кварц, въглища, желязо, мед, цинк, олово, ниобий, тантал, боксит и др. Усвояват се технологии за експлоатация на големите запасите от минерални води (йодни и бромни).

### Климат
За формирането на климата съществено влияние оказват: планината Урал, която защитава окръга от запад, откритостта на терена от север, способстваща за нахлуването на студен, арктически въздух, равнинният характер на местността и големият брой реки, езера и блата. Климатът е остро континентален с бърза смяна на метеорологическата обстановка, особено в преходните периоди – от есен към зима и от пролет към лято. Зимата е сурова и продължителна, с устойчива снежна покривка със средна януарска температура от -18 °C до -22 °C. Лятото е кратко и сравнително топло със средна юлска температура от 15,7 °C до 18,4 °C. Есента и пролетта са кратки и студени. Абсолютна минимална температура е отбелязана през 1973 г. -59,3 °C и е регистрирана в долината на река Вах. Периодът с отрицателни температури е с продължителност 7 месеца – от октомври до април. Периодът с устойчива снежна покривка продължава около 180 – 200 дни – от края на октомври до началото на май, като средната ѝ дебелина варира от 50 до 80 cm. До средата на месец юни не са редки отрицателните температури. Годишната сума на валежите варира от 400 – 550 mm, като през месец юли са най-високи – около 15%, а целия летен сезон – около 75%. Общата годишна продължителност на слънчевото греене в окръга е от 1600 до 1900 часа. Преобладаващо направление на вятъра през лятото е северно, а през зимата – южно. Продължителността на вегетационния период (минимална денонощна температура 5 °C) е от 80 до 115 денонощия.

### Води
По територията на Ханти-Мансийския автономен окръг протичат над 19,6 хил. реки (с дължина над 1 km) с обща дължина около 100 хил.km и всички те принадлежат към водосборния басейн на река Об, вливаща се в Карско море. Главната река в региона е Об, която протича през него от изток на запад, след това на северозапад и накрая на север на протежение от 1218 km с части от средното и долното си течение в широко до 55 km долина. Нейни основни притоци са: Вах с притоците си Сабун и Колекъйоган, Кульоган, Аган, Тромъйоган, Голям Юган с притока си Малък Юган, Пим, Лямин, Голям Салим, Назим, Иртиш с притока си Конда, Казим, Северна Сосва с притоците си Ляпин и Малая Сосва. Болшинството от речната мрежа (с изключение в най-западната планинска част) се характеризира с висока заблатеност на басейните, реките са равнинни, с широки долини, малък наклон, бавно течение, многочислени меандри и изобилстват от протоци, ръкави и езера. Подхранването им е смесено с преобладаване на снежното. Речният им режим се характеризира с невисоко, разтегнато във времето до четири месеца пролетно пълноводие, епизодични лятно-есенни прииждания е ясно изразено зимно маловодие. Речният режим на реките Об и Иртиш, протичащи по няколко природни зони има сложен характер. Реките в региона замръзват в края на октомври или началото на ноември, а се размразяват в края на април или началото на май.
На територията на Ханти-Мансийския автономен окръг са разположени над 600 хил. езера с обща площ около 22 700 km2, като само около 150 хил. от тях са по-големи от 10 дка. Те са с различен произход. За районите на Северен и Приполярен Урал най-типични са ледниковите езера, в районите с вечно замръзнала почва – термокарстовите езера, а по заливните тераси на реките – крайречни (старици, сори, тумани) езера. Най-широко разпространение имат блатните езера, разположени в обширните блатни масиви. Многочислените езера в региона образуват цели езерни системи, като най-големи са: Кондински Сор, Торм-Емтор, Леушински туман, пилтанлор, Турсунски туман, Сирковое и др. Едно от най-известните езера е Самотлор, в района на което се намира най-голямото в Русия находище на нефт. Блатата и заблатените земи заемат 199 145 km2, което представлява 37,24% от територията на окръга. Частично в пределите на региона попадат две от най-големите блатни системи на Русия Голямото Васюганско блато и Салимо-юганската блатна система.

### Почви, растителност, животински свят
Почвите се отличават с голямо разнообразие. На приречните участъци почвеният слой е представен предимно от подзолисти почви. По водоразделните височини преобладават полухидроморфните почви, които в централните части на окръга обикновено преминават в блатисти. В долините на реките почвеният слой е разнообразен – алувиални, блатисти и др. В планинските райони се срещат тундрови, грубохумусни, фрагментарни и планински почви.
Растителната покривка представлява съобщество от горска, блатна и тундрова растителност. Доминира зоната на средната тайга с гори от хвойна, дребнолистни и смесени гори. Най-чести представители на иглолистните видове (85% от горите) са хвойна, ела, бор, кедър и др. От ниската горска растителност доминират плодоносните храсти – клюква, малина, къпина, шипка, боровинка и др. В северните райони растат най-вече лишейни съобщества, използвани за паша на елените. Горските масиви заемат над 1/3 от територията на окръга, като общите запаси от дървесина се изчисляват на 2,5 млрд.m3.
На територията на окръга се срещат следните бозайници – лос, елен, лисица, белка, норка, видра, заек, язовец и др. Птиците са представени с гъска, глухар, тетрев и др. Във водоемите обитават около 42 вида риби – есетра, щука, чига, селда и др.

## Население
Населението на Ханти-Мансийския автономен окръг на 1 януари 2018 г. наброява 1 655 074 души (29-о място в Руската федерация, 1,13% от нейното население и 44,82% от населението на Тюменска област), като 78,7% от тях живеят в градовете. Във връзка с бурното развитие на нефтодобива за последните 30 години то се е увеличило с около 1 милион жители.
На територията на окръга живеят представители на 123 националности. Според преброяването на населението от 2010 г. националният състав е доста разнороден: руснаци – 66,1%, украинци – 8,6%, татари – 7,5%, башкири – 2,5%, ханти – 1,2%, манси – 0,7%, други националности – 13,4%
Ханти-Мансийският автономен окръг е историческа родина на коренното население съставено от ханти и манси, което съставлява 1,9% от общото население.
Много мюсюлмански мигранти се заселили в областта (през 21 век)

## Административно-териториално деление
В административно-териториално отношение Ханти-Мансийски автономен окръг – Югра се дели на 13 окръжни градски окръга, 9 муниципални района, 16 града, в т.ч. 13 града с окръжно подчинение и 3 града с районно подчинение и 24 селища от градски тип.
| Административна единица | Площ (km2) | Население (2018 г.) | Административен център | Население (2018 г.) | Разстояние до Ханти Мансийск (в km) | Други градове и сгт с районно подчинение                            |
| ----------------------- | ---------- | ------------------- | ---------------------- | ------------------- | ----------------------------------- | ------------------------------------------------------------------- |
| Окръжни градски окръзи  |            |                     |                        |                     |                                     |                                                                     |
| І. Когалим              | 154        | 64 846              | гр. Когалим            | 64 704              | 325                                 |                                                                     |
| ІІ. Лангепас            | 60         | 43 534              | гр. Лангепас           | 43 534              | 545                                 |                                                                     |
| ІІІ. Мегион             | 51         | 55 251              | гр. Мегион             | 48 283              | 546                                 | Високи                                                              |
| ІV. Нефтеюганск         | 154        | 126 157             | гр. Нефтеюганск        | 126 157             | 190                                 |                                                                     |
| V. Нижневартовск        | 271        | 274 575             | гр. Нижневартовск      | 274 575             | 576                                 |                                                                     |
| VІ. Няган               | 814        | 57 765              | гр. Няган              | 57 765              | 260                                 |                                                                     |
| VІІ. Покачи             | 22         | 17 905              | гр. Покачи             | 17 905              | 503                                 |                                                                     |
| VІІІ. Пит Ях            | 80         | 40 798              | гр. Пит Ях             | 40 798              | 253                                 |                                                                     |
| ІХ.Радужни              | 142        | 43 157              | гр. Радужни            | 43 157              | 475                                 |                                                                     |
| Х.Сургут                | 354        | 360 590             | гр. Сургут             | 360 590             | 348                                 |                                                                     |
| ХІ. Урай                | 54         | 40 559              | гр. Урай               | 40 559              | 290                                 |                                                                     |
| ХІІ. Ханти Мансийск     | 338        | 98 692              | гр. ханти Мансийск     | 98 692              |                                     |                                                                     |
| ХІІІ. Югорск            | 152        | 37 150              | гр. Югорск             | 37 150              | 320                                 |                                                                     |
| Муниципални райони      |            |                     |                        |                     |                                     |                                                                     |
| 1. Белоярски            | 41 646     | 29 390              | гр. Белоярски          | 20 142              | 560                                 |                                                                     |
| 2. Берьозовски          | 88 101     | 22 973              | сгт Берьозово          | 7050                | 509                                 | Игрим                                                               |
| 3. Кондински            | 54 627     | 31 256              | сгт Междуреченски      | 11 149              | 240                                 | Кондинское, Кумински, Луговой, Мортка                               |
| 4. Нефтеюгански         | 24 548     | 45 215              | гр. Нефтеюганск        |                     | 190                                 | Пойковски                                                           |
| 5. Нижневартовски       | 117 212    | 36 151              | гр. Нижневартовск      |                     | 576                                 | Излучинск, Новоаганск                                               |
| 6. Октябърски           | 24 502     | 29 024              | сгт Октябърское        | 3094                | 278                                 | Андра, Приобие, Талинка                                             |
| 7. Съветски             | 30 100     | 48 715              | гр. Съветски           | 29 456              | 300                                 | Агириш, Зеленоборск, Комунистически, Малиновски, Пионерски, Тайожни |
| 8. Сургутски            | 104 998    | 122 695             | гр. Сургут             |                     | 348                                 | гр. Лянтор, Барсово, Бели Яр, Фьодоровски                           |
| 9. Ханти-Мансийски      | 46 064     | 19 680              | гр. Ханти Мансийск     |                     |                                     |                                                                     |

|  | Тази страница частично или изцяло представлява превод на страницата „Административно-территориалное деление Ханты-Мансийского автономного округа - Югры“ в Уикипедия на руски. Оригиналният текст, както и този превод, са защитени от Лиценза „Криейтив Комънс – Признание – Споделяне на споделеното“, а за съдържание, създадено преди юни 2009 година – от Лиценза за свободна документация на ГНУ. Прегледайте историята на редакциите на оригиналната страница, както и на преводната страница, за да видите списъка на съавторите. ВАЖНО: Този шаблон се отнася единствено до авторските права върху съдържанието на статията. Добавянето му не отменя изискването да се посочват конкретни източници на твърденията, които да бъдат благонадеждни. |

## Промишленост и стопанство
Икономиката на окръга е тясно свързана с добива на нефт и природен газ. В отрасловата структура на промишлеността нефто- и газодобивът съставляват 85,8%, енергетиката – 7,2%, металообработването – 3%, газопреработването – 2,7%, дърводобивът и дървопреработването – 0,4%, производството на строителни материали – 0,4%, хранително-вкусовата промишленост – 0,2%, нефтопреработването – 0,1%.
Природните условия на окръга не дават възможност за развитие на селското стопанство. Поради това голяма част от селскостопанската продукция се внася от други региони на Русия.
Транспортът в окръга е предимно речен и железопътен. Около 29% е делът на автомобилния транспорт и около 2% – на авиационния. Дължината на жп линии е 1106 km, на речните плавателни пътища – 5544 km, а на автомобилните пътища е над 18 000 km (11 000 km с твърда настилка). Общата дължина на магистралните тръбопроводи на територията на окръга е около 26 000 km – 6283 км нефтопроводи и 19500 km газопроводи.
Основни експортни продукти са нефт и нефтопроизводни, дървесина и др. Вносът е съставен предимно от нефтодобивно оборудване, черни метали, телекомуникационно и ЕИ оборудване, автомобили и др.